# Coelophysoidea
Coelophysoidea var en grupp theropoda dinosaurier som var vanliga under Triasperioden och tidig Jura. De var vitt spridda geografiskt och tros ha levt på alla kontinenter. De var små, snabba och smidiga rovdjur och vissa arter hade benkammar längs med nosen. Storleken varierade mycket, från 1 till 6 meter i längd. Vissa arter kan ha levt i större grupper, något som baseras på åtskilliga fynd av stora mängder Coelophysoider inom små ytor.

## Släkten
- Dracoraptor
- Dolichosuchus
- Gojirasaurus
- Lophostropheus
- Podokesaurus
- Sarcosaurus
- Coelophysidae
  - Coelophysis
  - Camposaurus
  - Panguraptor
  - Procompsognathus
  - Pterospondylus
  - Segisaurus
  - Lepidus